# Ремез, Оскар Яковлевич
Оскар Яковлевич Ремез (23 февраля 1925, Ленинград — 15 февраля 1989) — советский российский театральный режиссёр, писатель, учёный и театральный педагог, заслуженный артист РСФСР (1971), профессор (1980), доктор искусствоведения (1982).

## Биография
Оскар Ремез родился в Ленинграде. В 1950 году окончил Ленинградский театральный институт имени А. Н. Островского. В 1950—1958 годах работал в Театре им. Ленсовета; в дальнейшем работал в Москве: в 1959—1961 годах — в Театре им. Моссовета, затем, в 1961—1964 годах, — в Театре им. Ленинского комсомола, в 1964—1971 — в Театре им. Пушкина, в 1972—1974 годах — в Театре им. Маяковского
С 1968 года преподавал в ГИТИСе (с 1980 года — профессор). В числе его учеников — Пётр Фоменко, Ирина Розанова, Роман Мадянов, Леонид Громов.
С 1985 года Оскар Ремез работал во ВНИИ искусствознания. Его театроведческие труды посвящены преимущественно проблемам актёрского и режиссёрского мастерства.
Оскар Ремез ушёл из жизни 15 февраля 1989 года на 64-м году жизни. Похоронен в Москве на Донском кладбище.
Один из воспитанников студии Оскара Ремеза — Фоатьбай Хамидуллин (Фёдор Конченбал), основатель и художественный руководитель литературного Театра имени Тукая в Санкт-Петербурге.

## Семья
Сын — драматург Александр Оскарович Ремез (14 января 1954, Ленинград — 8 января 2001, Москва).
Дочь — журналистка и писательница Софья Оскаровна Ремез (род. 4 февраля 1983, Москва).
Внучка — писательница Анна Александровна Ремез (род. 30 мая 1980, Ленинград).

## Театральные работы
- «Недоросль» Д. И. Фонвизина (1953),
- «До новых встреч» А. К. Гладкова (1955) — Ленинградский театр имени Ленсовета
- «Только правда» Ж. П. Сартра (1956) — Ленинградский театр имени Ленсовета
- «Первое свидание» Т. Г. Сытиной (Театр имени Моссовета, 1960)
- «Большое волнение» И. М. Дворецкого (Московский театр имени Ленинского комсомола, 1962)
- «Парусиновый портфель» по произведению М. М. Зощенко (1965)
- 1969 — «Обломов» по И. А. Гончарову (Театр имени Пушкина; (премьера — 29 июня 1969)
- «Похождения бравого солдата Швейка» по Я. Гашеку (Театр имени Пушкина, 1972)
- «Недоросль» Д. И. Фонвизина (Театр имени Пушкина, 1975)

## Книги
- «Мизансцена — язык режиссёра» (1963)
- «Мой друг театр» (1967)
- «Четвёрка в четверти» (1970)
- «Искусство делать искусство» (1974)
- «Пространство и время спектакля» (1983)
- «Рассказы в косую линейку» (1973)

### Автор сценариев
- «Поддубенские частушки» (1957)
- «Утро без отметок» (1983)
- «Зловредное воскресенье» (1986)